# Індрани
«Індрани» («Indrāni») — радянський художній фільм 1991 року, знятий режисером Гунарсом Цилінскісом.

## Сюжет
За творами Рудольфа Блаумана. Фільм досліджує витоки конфлікту між старим та молодим поколінням у латиській селянській родині.

## У ролях
- Карліс Себріс — батько Індранів
- Велта Ліне — мати Індранів
- Юріс Камінскіс — Едварт, син
- Даце Еверса — Єва, дочка
- Алфредс Яунушанс — Каукенс
- Сандра Лієпіна — Зельміна
- Лоліта Саука — Лізе
- Петеріс Тідрікіс — Нолінш
- Інгмарс Кіберманіс — Еджинш
- Інесе Рамуте — Кусте
- Рамонс Кепе — Ірбе

## Знімальна група
- Режисер — Гунарс Цилінскіс
- Сценарист — Гунарс Цилінскіс
- Оператори — Мікс Звірбуліс, Модріс Реснайс
- Композитор — Унгарс Савікіс
- Художник — Бригіта Розенбріка